# Björn Soldan
Nils (Nisse) Björn Soldan, född 6 oktober 1902 i  Göteborg, död 9 september 1953 i London, var en finländsk fotograf och dokumentärfilmare. 
Björn Soldan var son till Juhani Aho och Tilly Soldan och växte upp på Ahola i Träskända. Han var halvbror till Heikki Aho och Antti Aho, vilka var söner till Juhani Aho och hans fru, Tilly Soldans syster  Venny Soldan-Brofeldt. Han studerade filmkonst på Institutet för fotografi i München i Tyskland 1923–24. Han flyttade till Storbritannien efter andra världskriget 1945 och arbetade där fram till sin död, framför allt för British Broadcasting Corporation.
Han grundade 1924 tillsammans med sin halvbror Heikki Aho firman Aho & Soldan i Helsingfors, ett företag som producerade och fotograferade  omkring dokumentärfilmer till 1961. Bröderna Aho och Soldan hade en utställning i maj 1930 på Salong Strindberg i Helsingfors, tillsammans med Hanns Brückner, Heinrich Iffland och Vilho Setälä, som väckte stor uppmärksamhet och sågs som en milstolpe i finländsk fotografi.
Han gifte sig 1931 med den brittiska dansaren Vivien Birsen.